# ريك هزبند
ريك دوغلاس هزبند (بالإنجليزية: Rick Husband)‏ (12 يوليو 1957 - 1 فبراير 2003) هو عقيد في القوات الجوية الأمريكية ورائد فضاء وقائد مكوك الفضاء كولومبيا الذي لقي حتفه بعد تفككه لحظة دخوله الجوي إلى غلاف الأرض.